# Cryphaea tenella
Cryphaea tenella är en bladmossart som beskrevs av Hornschuch och C. Müller 1844. Cryphaea tenella ingår i släktet Cryphaea och familjen Cryphaeaceae. Inga underarter finns listade i Catalogue of Life.